# Радіо «Дзвони»
Радіо «Дзвони» — було засноване у 1996 році в Івано-Франківську.

## Історія
Засноване у 1996 році тоді ще отцем-мітратом, а згодом і владикою Миколою Сімкайлом, пізніше до співласників приєднався і єпископ Софрон Мудрий ЧСВВ. Це був час, коли Греко-Католицька Церква вийшла з підпілля після багатьох років комуністичного переслідування. Заснування радіо розглядалося як спосіб поширювати навчання церкви у пост-атеїстичному суспільстві.
У другій половині 2007 року розпочався генеральний ремонт приміщення радіо, закупівля нової апаратури. У травні 2008 р. радіо перейшло у відремонтоване приміщення з новою апаратурою, де і працює до сьогодні. У січні 2009 р. перенесенням антени з катедрального собору на ЦНТІ у Івано-Франківську була вирішена проблема поганої чутності.
Спочатку радіо мало духовно-просвітницький формат, а в ефірі можна було почути різнопланову музику різними мовами, зокрема англійською, німецькою, польською, іспанською та італійською. Але з часом, коли у Івано-Франківську з'явилося багато мережевих радіостанцій, радіо «Дзвони» мало чим відрізнялося від інших по музиці, проте технічно було значно біднішим, що стало причиною втрати рейтингу. Тому починаючи з 2006 року було вирішено змінити формат радіо. «Дзвони» стали працювати у музично-просвітницькому форматі і транслювати музику виключно українською мовою різних стилів. Також було змінено слоган радіо — «Радіо Дзвони — Рідна музика. Рідне радіо.»
Також на радіо «Дзвони» передають новини, як світського так і релігійного характеру, культурологічні, музичні, інформаційні та розважальні програми, різноманітні релігійні програми, пряму трансляцію недільної св. Літургії та багато-багато іншого.
У серпні 2010 було створено пробну версію інтернет сторінки радіостанції (www.dzvonyfm.if.ua) і з цього моменту радіо можна слухати on-line.
У липні-серпні 2023 року радіо успішно пройшло перевірку Національної ради з питань телебачення і радіомовлення.
На сьогодні радіо «Дзвони» — це єдине єпархіяльне католицьке радіо в усій Україні, яке має власну хвилю і щоденний цілодобовий ефір.

## Нагороди
- програма «Веселий гармидер» стала найкращою дитячою радіопрограмою року за версією премії Teen Awards 2020[4][5].
- Грамота Івано-Франківської обласної ради.[6]

## Міста мовлення
- Калуш — 98,9 FM
- Івано-Франківськ — 105,8 FM